# Petru Chereșlădan
Petru Chereșlădan ( n. 1884, Giula– d.1968 ) a fost un deputat în Marea Adunare Națională de la Alba Iulia, organismul legislativ reprezentativ al „tuturor românilor din Transilvania, Banat și Țara Ungurească”, cel care a adoptat hotărârea privind Unirea Transilvaniei cu România, la 1 decembrie 1918.

## Biografie
Petru Chereșlădan a absolvit patru clase primare. A devenit agricultor, iar la 1 decembrie 1918 a fost delegat titular al cercului electoral Gyula la Marea Adunare Națională de la Alba Iulia. După unire, Petru Chereslădean s-a mutat la Arad, unde a lucrat ca funcționar la primărie, ceea ce înseamnă că probabil și-a completat, între timp, educația primară.:p. 98 A decedat la 1 iunie 1968 la Arad.

## Activitate politică
A fost delegat din partea cercului Giula, comitatul Bichiș (județul Mureș) la Marea Adunare Națională de la Alba Iulia din  1 decembrie 1918.